# ميخائيل كروكت
ميخائيل كروكت (بالإنجليزية: Michael Crockett)‏ هو لاعب دوري الرغبي نيوزيلندي، ولد في 16 مارس 1983 في بلدة ناورا في أستراليا.